# 物質文化
物質文化（ぶっしつぶんか、英語：material culture）とは文化学用語の一つ。人間が文化的行動を行った上での物的産物のことを言う。これは人間が自然の素材に働きかけた上で製造された人工物全体を意味する。これは衣食住などといった人間の生活の必需品から、宗教や芸術の作品までもが含まれている。高度な文明が発達した地域ほど分業や技術が発達していることから、文明の発達の程度に応じて物質文化とされる産物は多いということになる。